# Pandanus latiloculatus
Pandanus latiloculatus är en enhjärtbladig växtart som beskrevs av Huynh. Pandanus latiloculatus ingår i släktet Pandanus och familjen Pandanaceae.
Artens utbredningsområde är Kamerun. Inga underarter finns listade.